# Bolma millegranosa
Espèce
Synonymes
- Bolma formosana (Shikama, 1977)[1]
- Bolma guttata millegranosa (Kuroda & Habe in Habe, 1958)[1]
- Bolma millegranosa (Kuroda & Habe in Habe, 1958)[2]
- Galeoastraea formosana Shikama, 1977[1]
- Galeoastraea millegranosa Kuroda & Habe in Habe, 1958[1]

Bolma millegranosa est une espèce d'escargots de mer de la famille Turbinidae.

## Répartition
Cette espèce marine se trouve au Japon.